# Tour de Picardie 2015
La 69e édition du Tour de Picardie a eu lieu du 15 au 17 mai 2015. La course fait partie du calendrier UCI Europe Tour 2015 en catégorie 2.1.
L'épreuve a été remportée par le Belge Kris Boeckmans (Lotto-Soudal), vainqueur des première et troisième étapes, qui s'impose au jeu des bonifications de dix secondes devant l'Italien Andrea Guardini (Astana), lauréat de la deuxième étape, et de seize sur le Lituanien Evaldas Šiškevičius (Marseille 13 KTM).
Šiškevičius remporte le classement par points, le Français Alexis Bodiot (Armée de Terre) celui du combiné et la formation kazakhstanaise Astana termine meilleure équipe.

## Présentation

### Équipes
Classé en catégorie 2.1 de l'UCI Europe Tour, le Tour de Picardie est par conséquent ouvert aux WorldTeams dans la limite de 50 % des équipes participantes, aux équipes continentales professionnelles, aux équipes continentales et aux équipes nationales.
Seize équipes participent à ce Tour de Picardie - quatre WorldTeams, six équipes continentales professionnelles et six équipes continentales :
| UCI WorldTeams   | UCI WorldTeams | UCI WorldTeams |
| Nom de l'équipe  | Pays           | Code           |
| ---------------- | -------------- | -------------- |
| AG2R La Mondiale | France         | ALM            |
| Astana           | Kazakhstan     | AST            |
| FDJ              | France         | FDJ            |
| Lotto-Soudal     | Belgique       | LTS            |

| Équipes continentales professionnelles | Équipes continentales professionnelles | Équipes continentales professionnelles |
| Nom de l'équipe                        | Pays                                   | Code                                   |
| -------------------------------------- | -------------------------------------- | -------------------------------------- |
| Bora-Argon 18                          | Allemagne                              | BOA                                    |
| Bretagne-Séché Environnement           | France                                 | BSE                                    |
| Cofidis                                | France                                 | COF                                    |
| Europcar                               | France                                 | EUC                                    |
| Topsport Vlaanderen-Baloise            | Belgique                               | TSV                                    |
| Wanty-Groupe Gobert                    | Belgique                               | WGG                                    |

| Équipes continentales   | Équipes continentales | Équipes continentales |
| Nom de l'équipe         | Pays                  | Code                  |
| ----------------------- | --------------------- | --------------------- |
| Armée de Terre          | France                | ADT                   |
| Auber 93                | France                | AUB                   |
| AWT-Greenway            | Tchéquie              | AWT                   |
| Marseille 13 KTM        | France                | M13                   |
| Roubaix Lille Métropole | France                | RLM                   |
| Wallonie-Bruxelles      | Belgique              | WBC                   |

## Étapes
| Étape     | Date   | Villes étapes                  |                 | Distance (km) | Vainqueur d’étape | Leader du classement général |
| --------- | ------ | ------------------------------ | --------------- | ------------- | ----------------- | ---------------------------- |
| 1re étape | 15 mai | Moÿ-de-l'Aisne – Tergnier      | Étape de plaine | 162           | Kris Boeckmans    | Kris Boeckmans               |
| 2e étape  | 16 mai | Villers-Saint-Paul – Fleurines | Étape de plaine | 174           | Andrea Guardini   | Kris Boeckmans               |
| 3e étape  | 17 mai | Athies – Mers-les-Bains        | Étape de plaine | 190           | Kris Boeckmans    | Kris Boeckmans               |

## Déroulement de la course

### 1reétape
| Classement de l'étape | Classement de l'étape    | Classement de l'étape | Classement de l'étape        | Classement de l'étape |
|                       | Coureur                  | Pays                  | Équipe                       | Temps                 |
| --------------------- | ------------------------ | --------------------- | ---------------------------- | --------------------- |
| 1er                   | Kris Boeckmans           | Belgique              | Lotto-Soudal                 | en 3 h 59 min 48 s    |
| 2e                    | Jasper De Buyst          | Belgique              | Lotto-Soudal                 | m.t                   |
| 3e                    | Daniel McLay             | Royaume-Uni           | Bretagne-Séché Environnement | m.t                   |
| 4e                    | Rudy Barbier             | France                | Roubaix Lille Métropole      | m.t                   |
| 5e                    | Bert Van Lerberghe       | Belgique              | Topsport Vlaanderen-Baloise  | m.t                   |
| 6e                    | Tony Hurel               | France                | Europcar                     | m.t                   |
| 7e                    | Benjamin Giraud          | France                | Marseille 13 KTM             | m.t                   |
| 8e                    | Laurent Évrard           | Belgique              | Wallonie-Bruxelles           | m.t                   |
| 9e                    | Przemysław Kasperkiewicz | Pologne               | AWT-Greenway                 | m.t                   |
| 10e                   | Romain Feillu            | France                | Bretagne-Séché Environnement | m.t                   |
| modifier              |                          |                       |                              |                       |

| Classement général | Classement général  | Classement général | Classement général           | Classement général |
|                    | Coureur             | Pays               | Équipe                       | Temps              |
| ------------------ | ------------------- | ------------------ | ---------------------------- | ------------------ |
| 1er                | Kris Boeckmans      | Belgique           | Lotto-Soudal                 | en 3 h 59 min 38 s |
| 2e                 | Jasper De Buyst     | Belgique           | Lotto-Soudal                 | + 4 s              |
| 3e                 | Fabien Canal        | France             | Armée de Terre               | + 4 s              |
| 4e                 | Daniel McLay        | Royaume-Uni        | Bretagne-Séché Environnement | + 6 s              |
| 5e                 | Jonathan Hivert     | France             | Bretagne-Séché Environnement | + 8 s              |
| 6e                 | Evaldas Šiškevičius | Lituanie           | Marseille 13 KTM             | + 8 s              |
| 7e                 | Daniel Schorn       | Autriche           | Bora-Argon 18                | + 9 s              |
| 8e                 | Pierre Latour       | France             | AG2R La Mondiale             | + 9 s              |
| 9e                 | Rudy Barbier        | France             | Roubaix Lille Métropole      | + 10 s             |
| 10e                | Bert Van Lerberghe  | Belgique           | Topsport Vlaanderen-Baloise  | + 10 s             |
| modifier           |                     |                    |                              |                    |

### 2eétape
| Classement de l'étape | Classement de l'étape | Classement de l'étape | Classement de l'étape        | Classement de l'étape |
|                       | Coureur               | Pays                  | Équipe                       | Temps                 |
| --------------------- | --------------------- | --------------------- | ---------------------------- | --------------------- |
| 1er                   | Andrea Guardini       | Italie                | Astana                       | en 4 h 16 min 30 s    |
| 2e                    | Kris Boeckmans        | Belgique              | Lotto-Soudal                 | m.t                   |
| 3e                    | Bryan Coquard         | France                | Europcar                     | m.t                   |
| 4e                    | Phil Bauhaus          | Allemagne             | Bora-Argon 18                | m.t                   |
| 5e                    | Bryan Alaphilippe     | France                | Armée de Terre               | m.t                   |
| 6e                    | Daniel McLay          | Royaume-Uni           | Bretagne-Séché Environnement | m.t                   |
| 7e                    | Benjamin Giraud       | France                | Marseille 13 KTM             | m.t                   |
| 8e                    | Clément Venturini     | France                | Cofidis                      | m.t                   |
| 9e                    | Antoine Demoitié      | Belgique              | Wallonie-Bruxelles           | m.t                   |
| 10e                   | Kevyn Ista            | Belgique              | Wallonie-Bruxelles           | m.t                   |
| modifier              |                       |                       |                              |                       |

| Classement général | Classement général  | Classement général | Classement général           | Classement général |
|                    | Coureur             | Pays               | Équipe                       | Temps              |
| ------------------ | ------------------- | ------------------ | ---------------------------- | ------------------ |
| 1er                | Kris Boeckmans      | Belgique           | Lotto-Soudal                 | en 8 h 16 min 2 s  |
| 2e                 | Andrea Guardini     | Italie             | Astana                       | + 6 s              |
| 3e                 | Evaldas Šiškevičius | Lituanie           | Marseille 13 KTM             | + 9 s              |
| 4e                 | Fabien Canal        | France             | Armée de Terre               | + 10 s             |
| 5e                 | Jasper De Buyst     | Belgique           | Lotto-Soudal                 | + 10 s             |
| 6e                 | Alexis Bodiot       | France             | Armée de Terre               | + 11 s             |
| 7e                 | Daniel McLay        | Royaume-Uni        | Bretagne-Séché Environnement | + 12 s             |
| 8e                 | Bryan Coquard       | France             | Europcar                     | + 12 s             |
| 9e                 | Pierre Latour       | France             | AG2R La Mondiale             | + 14 s             |
| 10e                | Jonathan Hivert     | France             | Bretagne-Séché Environnement | + 14 s             |
| modifier           |                     |                    |                              |                    |

### 3eétape
| Classement de l'étape | Classement de l'étape | Classement de l'étape | Classement de l'étape        | Classement de l'étape |
|                       | Coureur               | Pays                  | Équipe                       | Temps                 |
| --------------------- | --------------------- | --------------------- | ---------------------------- | --------------------- |
| 1er                   | Kris Boeckmans        | Belgique              | Lotto-Soudal                 | en 4 h 39 min 52 s    |
| 2e                    | Andrea Guardini       | Italie                | Astana                       | m.t                   |
| 3e                    | Bryan Coquard         | France                | Europcar                     | m.t                   |
| 4e                    | Daniel McLay          | Royaume-Uni           | Bretagne-Séché Environnement | m.t                   |
| 5e                    | Arnaud Démare         | France                | FDJ                          | m.t                   |
| 6e                    | Rudy Barbier          | France                | Roubaix Lille Métropole      | m.t                   |
| 7e                    | Roy Jans              | Belgique              | Wanty-Groupe Gobert          | m.t                   |
| 8e                    | Benjamin Giraud       | France                | Marseille 13 KTM             | m.t                   |
| 9e                    | Samuel Dumoulin       | France                | AG2R La Mondiale             | m.t                   |
| 10e                   | Michael Van Staeyen   | Belgique              | Cofidis                      | m.t                   |
| modifier              |                       |                       |                              |                       |

## Classements finals

### Classement général final
| Classement général final | Classement général final | Classement général final | Classement général final     | Classement général final |
|                          | Coureur                  | Pays                     | Équipe                       | Temps                    |
| ------------------------ | ------------------------ | ------------------------ | ---------------------------- | ------------------------ |
| 1er                      | Kris Boeckmans           | Belgique                 | Lotto-Soudal                 | en 12 h 55 min 44 s      |
| 2e                       | Andrea Guardini          | Italie                   | Astana                       | + 10 s                   |
| 3e                       | Evaldas Šiškevičius      | Lituanie                 | Marseille 13 KTM             | + 16 s                   |
| 4e                       | Bryan Coquard            | France                   | Europcar                     | + 18 s                   |
| 5e                       | Fabien Canal             | France                   | Armée de Terre               | + 20 s                   |
| 6e                       | Jasper De Buyst          | Belgique                 | Lotto-Soudal                 | + 20 s                   |
| 7e                       | Alexis Bodiot            | France                   | Armée de Terre               | + 21 s                   |
| 8e                       | Daniel McLay             | Royaume-Uni              | Bretagne-Séché Environnement | + 22 s                   |
| 9e                       | Rudy Barbier             | France                   | Roubaix Lille Métropole      | + 23 s                   |
| 10e                      | Pierre Latour            | France                   | AG2R La Mondiale             | + 24 s                   |
| modifier                 |                          |                          |                              |                          |

### Classements annexes
| Classement par points | Classement par points | Classement par points | Classement par points | Classement par points |
| --------------------- | --------------------- | --------------------- | --------------------- | --------------------- |
|                       | Coureur               | Pays                  | Équipe                | Point(s)              |
| 1er                   | Evaldas Šiškevičius   | Lituanie              | Marseille 13 KTM      | 16 points             |
| 2e                    | Kris Boeckmans        | Belgique              | Lotto-Soudal          | 14 pts                |
| 3e                    | Fabien Canal          | France                | Armée de Terre        | 10 pts                |
| modifier              |                       |                       |                       |                       |

| Classement du combiné | Classement du combiné | Classement du combiné | Classement du combiné | Classement du combiné |
| --------------------- | --------------------- | --------------------- | --------------------- | --------------------- |
|                       | Coureur               | Pays                  | Équipe                | Point(s)              |
| 1er                   | Alexis Bodiot         | France                | Armée de Terre        | 18 points             |
| 2e                    | Gediminas Bagdonas    | Lituanie              | AG2R La Mondiale      | 18 pts                |
| 3e                    | Evaldas Šiškevičius   | Lituanie              | Marseille 13 KTM      | 13 pts                |
| modifier              |                       |                       |                       |                       |

| \| Classement par équipes[2] \| Classement par équipes[2] \| Classement par équipes[2] \| Classement par équipes[2] \| \| \| Équipe \| Pays \| Temps \| \| ------------------------- \| ------------------------- \| ------------------------- \| ------------------------- \| \| 1re \| Astana \| Kazakhstan \| en 38 h 48 min 30 s \| \| 2e \| Lotto-Soudal \| Belgique \| m.t \| \| 3e \| Armée de Terre \| France \| m.t \| \| modifier \| \| \| \| |                |            |                     |
| Classement par équipes |                |            |                     |
| | Équipe         | Pays       | Temps               |
| 1re | Astana         | Kazakhstan | en 38 h 48 min 30 s |
| 2e | Lotto-Soudal   | Belgique   | m.t                 |
| 3e | Armée de Terre | France     | m.t                 |
| modifier |                |            |                     |

### UCI Europe Tour
Ce Tour de Picardie attribue des points pour l'UCI Europe Tour 2015, par équipes seulement aux coureurs des équipes continentales professionnelles et continentales, individuellement à tous les coureurs sauf ceux faisant partie d'une équipe ayant un label WorldTeam.
| Position,          | 1er | 2e | 3e | 4e | 5e | 6e | 7e | 8e | 9e | 10e | 11e | 12e |
| Classement général | 80  | 56 | 32 | 24 | 20 | 16 | 12 | 8  | 7  | 6   | 5   | 3   |
| Par étape          | 16  | 11 | 6  | 5  | 4  | 2  |    |    |    |     |     |     |
| Leader, par étape  | 8   |    |    |    |    |    |    |    |    |     |     |     |

| Cycliste            | Équipe                       | Général | Étape | Leader | Total |
| ------------------- | ---------------------------- | ------- | ----- | ------ | ----- |
| Bryan Coquard       | Europcar                     | 24      | 12    | -      | 36    |
| Evaldas Šiškevičius | Marseille 13 KTM             | 32      | -     | -      | 32    |
| Daniel McLay        | Bretagne-Séché Environnement | 8       | 13    | -      | 21    |
| Fabien Canal        | Armée de Terre               | 20      | -     | -      | 20    |
| Rudy Barbier        | Roubaix Lille Métropole      | 7       | 5     | -      | 12    |
| Alexis Bodiot       | Armée de Terre               | 12      | -     | -      | 12    |
| Phil Bauhaus        | Bora-Argon 18                | -       | 5     | -      | 5     |
| Bryan Alaphilippe   | Armée de Terre               | -       | 4     | -      | 4     |
| Bert Van Lerberghe  | Topsport Vlaanderen-Baloise  | -       | 4     | -      | 4     |
| Rudy Barbier        | Roubaix Lille Métropole      | -       | 2     | -      | 2     |
| Tony Hurel          | Europcar                     | -       | 2     | -      | 2     |

## Évolution des classements
| Étape              | Vainqueur          | Classement général | Classement par points | Classement du combiné | Classement par équipes |
| ------------------ | ------------------ | ------------------ | --------------------- | --------------------- | ---------------------- |
| 1                  | Kris Boeckmans     | Kris Boeckmans     | Fabien Canal          | Fabien Canal          | Lotto-Soudal           |
| 2                  | Andrea Guardini    | Kris Boeckmans     | Evaldas Šiškevičius   | Alexis Bodiot         | Armée de Terre         |
| 3                  | Kris Boeckmans     | Kris Boeckmans     | Evaldas Šiškevičius   | Alexis Bodiot         | Astana                 |
| Classements finals | Classements finals | Kris Boeckmans     | Evaldas Šiškevičius   | Alexis Bodiot         | Astana                 |

## Liste des participants
- Liste de départ complète

| Légende                         | Légende                                                                                         | Légende                         | Légende                                                                                                  |
| ------------------------------- | ----------------------------------------------------------------------------------------------- | ------------------------------- | --- |
| Num                             | Dossard de départ porté par le coureur sur ce Tour de Picardie                                  | Pos                             | Position finale au classement général                                                                    |
| Leader du classement général    | Indique le vainqueur du classement général                                                      | Leader du classement par points | Indique le vainqueur du classement par points                                                            |
| Leader du classement du combiné | Indique le vainqueur du classement du combiné                                                   |                                 | Indique un maillot de champion national ou mondial, suivi de sa spécialité                               |
| #                               | Indique la meilleure équipe                                                                     | NP                              | Indique un coureur qui n'a pas pris le départ d'une étape, suivi du numéro de l'étape où il s'est retiré |
| AB                              | Indique un coureur qui n'a pas terminé une étape, suivi du numéro de l'étape où il s'est retiré | HD                              | Indique un coureur qui a terminé une étape hors des délais, suivi du numéro de l'étape                   |

| FDJ                               | FDJ                         | FDJ  |
| --------------------------------- | --------------------------- | ---- |
| Num                               | Coureur                     | Pos  |
| 1                                 | Arnaud Démare (FRA) (Route) | 18e  |
| 2                                 | William Bonnet (FRA)        | 85e  |
| 3                                 | David Boucher (FRA)         | 57e  |
| 4                                 | Sébastien Chavanel (FRA)    | 90e  |
| 5                                 | Mickaël Delage (FRA)        | 107e |
| 6                                 | Olivier Le Gac (FRA)        | 96e  |
| 7                                 | Lorrenzo Manzin (FRA)       | 78e  |
| 8                                 |                             |      |
| Directeur sportif : Franck Pineau |                             |      |

| Lotto-Soudal LTS                       | Lotto-Soudal LTS               | Lotto-Soudal LTS |
| -------------------------------------- | ------------------------------ | ---------------- |
| Num                                    | Coureur                        | Pos              |
| 11                                     | Jens Debusschere (BEL) (Route) | 33e              |
| 12                                     | Tiesj Benoot (BEL)             | 97e              |
| 13                                     | Kris Boeckmans (BEL)           | 1er              |
| 14                                     | Jasper De Buyst (BEL)          | 6e               |
| 15                                     | Kenny Dehaes (BEL)             | AB-3             |
| 16                                     | Gert Dockx (BEL)               | AB-3             |
| 17                                     | Marcel Sieberg (GER)           | 79e              |
| 18                                     | Boris Vallée (BEL)             | 92e              |
| Directeur sportif : Kurt Van De Wouwer |                                |                  |

| Europcar EUC                       | Europcar EUC             | Europcar EUC |
| ---------------------------------- | ------------------------ | ------------ |
| Num                                | Coureur                  | Pos          |
| 21                                 | Bryan Coquard (FRA)      | 4e           |
| 22                                 | Thomas Boudat (FRA)      | 49e          |
| 23                                 | Dan Craven (NAM) (Route) | 113e         |
| 24                                 | Yohann Gène (FRA)        | 87e          |
| 25                                 | Tony Hurel (FRA)         | 72e          |
| 26                                 | Morgan Lamoisson (FRA)   | 111e         |
| 27                                 | Yannick Martinez (FRA)   | 114e         |
| 28                                 | Bryan Nauleau (FRA)      | 69e          |
| Directeur sportif : Ismaël Mottier |                          |              |

| Astana # AST                        | Astana # AST               | Astana # AST |
| ----------------------------------- | -------------------------- | ------------ |
| Num                                 | Coureur                    | Pos          |
| 31                                  | Andrea Guardini (ITA)      | 2e           |
| 32                                  | Borut Božič (SLO)          | 83e          |
| 33                                  | Maxat Ayazbayev (KAZ)      | 105e         |
| 34                                  | Laurens De Vreese (BEL)    | 29e          |
| 35                                  | Arman Kamyshev (KAZ)       | 70e          |
| 36                                  | Bakhtiyar Kozhatayev (KAZ) | 74e          |
| 37                                  | Ruslan Tleubayev (KAZ)     | 28e          |
| 38                                  |                            |              |
| Directeur sportif : Dmitriy Fofonov |                            |              |

| AG2R La Mondiale ALM           | AG2R La Mondiale ALM     | AG2R La Mondiale ALM |
| ------------------------------ | ------------------------ | -------------------- |
| Num                            | Coureur                  | Pos                  |
| 41                             | Samuel Dumoulin (FRA)    | 32e                  |
| 42                             | Gediminas Bagdonas (LTU) | 12e                  |
| 43                             | Blel Kadri (FRA)         | 64e                  |
| 44                             | Maxime Daniel (FRA)      | 100e                 |
| 45                             | Christophe Riblon (FRA)  | 66e                  |
| 46                             | Quentin Jauregui (FRA)   | 11e                  |
| 47                             | Pierre Latour (FRA)      | 10e                  |
| 48                             | Sébastien Turgot (FRA)   | 41e                  |
| Directeur sportif : Gilles Mas |                          |                      |

| Bora-Argon 18 BOA                   | Bora-Argon 18 BOA         | Bora-Argon 18 BOA |
| ----------------------------------- | ------------------------- | ----------------- |
| Num                                 | Coureur                   | Pos               |
| 51                                  | Ralf Matzka (GER)         | 89e               |
| 52                                  | Phil Bauhaus (GER)        | 44e               |
| 53                                  | Cesare Benedetti (ITA)    | 91e               |
| 54                                  | Christoph Pfingsten (GER) | 45e               |
| 55                                  | Daniel Schorn (AUT)       | 15e               |
| 56                                  | Michael Schwarzmann (GER) | 50e               |
| 57                                  | Björn Thurau (GER)        | 95e               |
| 58                                  | Scott Thwaites (GBR)      | 98e               |
| Directeur sportif : Christian Pömer |                           |                   |

| Bretagne-Séché Environnement BSE | Bretagne-Séché Environnement BSE | Bretagne-Séché Environnement BSE |
| -------------------------------- | -------------------------------- | -------------------------------- |
| Num                              | Coureur                          | Pos                              |
| 61                               | Romain Feillu (FRA)              | 24e                              |
| 62                               | Florian Guillou (FRA)            | 68e                              |
| 63                               | Christophe Laborie (FRA)         | 65e                              |
| 64                               | Matthieu Boulo (FRA)             | AB-3                             |
| 65                               | Maxime Cam (FRA)                 | 51e                              |
| 66                               | Jonathan Hivert (FRA)            | 13e                              |
| 67                               | Kévin Ledanois (FRA)             | 84e                              |
| 68                               | Daniel McLay (GBR)               | 8e                               |
| Directeur sportif : Roger Tréhin |                                  |                                  |

| Wanty-Groupe Gobert WGG                 | Wanty-Groupe Gobert WGG   | Wanty-Groupe Gobert WGG |
| --------------------------------------- | ------------------------- | ----------------------- |
| Num                                     | Coureur                   | Pos                     |
| 71                                      | Björn Leukemans (BEL)     | 82e                     |
| 72                                      | Danilo Napolitano (ITA)   | 40e                     |
| 73                                      | Tim De Troyer (BEL)       | AB-3                    |
| 74                                      | Yannick Eijssen (BEL)     | AB-3                    |
| 75                                      | Roy Jans (BEL)            | 16e                     |
| 76                                      | Fréderique Robert (BEL)   | 110e                    |
| 77                                      |                           |                         |
| 78                                      | James Vanlandschoot (BEL) | 53e                     |
| Directeur sportif : Jean-Marc Rossignon |                           |                         |

| Cofidis COF                          | Cofidis COF               | Cofidis COF |
| ------------------------------------ | ------------------------- | ----------- |
| Num                                  | Coureur                   | Pos         |
| 81                                   | Steve Chainel (FRA)       | 81e         |
| 82                                   | Loïc Chetout (FRA)        | 94e         |
| 83                                   | Dominique Rollin (CAN)    | 80e         |
| 84                                   | Stéphane Rossetto (FRA)   | 88e         |
| 85                                   | Adrien Petit (FRA)        | 86e         |
| 86                                   | Clément Venturini (FRA)   | 77e         |
| 87                                   | Michael Van Staeyen (BEL) | 52e         |
| 88                                   | Cyril Lemoine (FRA)       | 106e        |
| Directeur sportif : Jean-Luc Jonrond |                           |             |

| Topsport Vlaanderen-Baloise TSV    | Topsport Vlaanderen-Baloise TSV | Topsport Vlaanderen-Baloise TSV |
| ---------------------------------- | ------------------------------- | ------------------------------- |
| Num                                | Coureur                         | Pos                             |
| 91                                 | Jarl Salomein (BEL)             | 22e                             |
| 92                                 | Jens Wallays (BEL)              | 103e                            |
| 93                                 | Gijs Van Hoecke (BEL)           | 31e                             |
| 94                                 | Floris De Tier (BEL)            | 67e                             |
| 95                                 | Bert Van Lerberghe (BEL)        | 19e                             |
| 96                                 | Jonas Rickaert (BEL)            | 23e                             |
| 97                                 | Moreno De Pauw (BEL)            | 101e                            |
| 98                                 | Sander Helven (BEL)             | 54e                             |
| Directeur sportif : Hans De Clercq |                                 |                                 |

| Auber 93 AUB                       | Auber 93 AUB             | Auber 93 AUB |
| ---------------------------------- | ------------------------ | ------------ |
| Num                                | Coureur                  | Pos          |
| 101                                | Alo Jakin (EST) (Route)  | 63e          |
| 102                                | Julien Guay (FRA)        | 62e          |
| 103                                | Guillaume Levarlet (FRA) | 43e          |
| 104                                | Anthony Maldonado (FRA)  | 25e          |
| 105                                | David Menut (FRA)        | 48e          |
| 106                                | Steven Tronet (FRA)      | 26e          |
| 107                                | Théo Vimpère (FRA)       | 93e          |
| 108                                |                          |              |
| Directeur sportif : Stephan Gaudry |                          |              |

| Marseille 13 KTM M13                    | Marseille 13 KTM M13       | Marseille 13 KTM M13 |
| --------------------------------------- | -------------------------- | -------------------- |
| Num                                     | Coureur                    | Pos                  |
| 111                                     | Benjamin Giraud (FRA)      | 17e                  |
| 112                                     | Alexandre Blain (FRA)      | 37e                  |
| 113                                     | Ignatas Konovalovas (LTU)  | 76e                  |
| 114                                     | Yoann Paillot (FRA)        | 47e                  |
| 115                                     | Clément Penven (FRA)       | 104e                 |
| 116                                     | Clément Saint-Martin (FRA) | 73e                  |
| 117                                     | Grégoire Tarride (FRA)     | 109e                 |
| 118                                     | Evaldas Šiškevičius (LTU)  | 3e                   |
| Directeur sportif : Freddy Lecarpentier |                            |                      |

| Wallonie-Bruxelles WBC                | Wallonie-Bruxelles WBC   | Wallonie-Bruxelles WBC |
| ------------------------------------- | ------------------------ | ---------------------- |
| Num                                   | Coureur                  | Pos                    |
| 121                                   | Laurent Évrard (BEL)     | 35e                    |
| 122                                   | Antoine Demoitié (BEL)   | 21e                    |
| 123                                   | Sébastien Delfosse (BEL) | 14e                    |
| 124                                   | Kevyn Ista (BEL)         | 27e                    |
| 125                                   | Grégory Habeaux (BEL)    | 56e                    |
| 126                                   | Julien Stassen (BEL)     | 71e                    |
| 127                                   | Tom Dernies (BEL)        | 102e                   |
| 128                                   | Loïc Pestiaux (BEL)      | 99e                    |
| Directeur sportif : Frédéric Amorison |                          |                        |

| Roubaix Lille Métropole RLM            | Roubaix Lille Métropole RLM | Roubaix Lille Métropole RLM |
| -------------------------------------- | --------------------------- | --------------------------- |
| Num                                    | Coureur                     | Pos                         |
| 131                                    | Julien Antomarchi (FRA)     | 75e                         |
| 132                                    | Rudy Barbier (FRA)          | 9e                          |
| 133                                    | Thomas Damuseau (FRA)       | AB-3                        |
| 134                                    | Rudy Kowalski (FRA)         | 58e                         |
| 135                                    | Jérémy Leveau (FRA)         | 61e                         |
| 136                                    | Romain Pillon (FRA)         | 112e                        |
| 137                                    | Jimmy Turgis (FRA)          | 34e                         |
| 138                                    | Maxime Vantomme (BEL)       | 46e                         |
| Directeur sportif : Frédéric Delcambre |                             |                             |

| AWT-Greenway AWT                  | AWT-Greenway AWT               | AWT-Greenway AWT |
| --------------------------------- | ------------------------------ | ---------------- |
| Num                               | Coureur                        | Pos              |
| 141                               | Alexis Guérin (FRA)            | 39e              |
| 142                               | Przemysław Kasperkiewicz (POL) | 20e              |
| 143                               | Jan Brockhoff (GER)            | 36e              |
| 144                               | Jakub Novák (CZE)              | 108e             |
| 145                               | Álvaro Cuadros (ESP)           | 60e              |
| 146                               | Iván García (ESP)              | 38e              |
| 147                               | Michal Schlegel (CZE)          | 55e              |
| 148                               |                                |                  |
| Directeur sportif : Pavel Padrnos |                                |                  |

| Armée de Terre ADT               | Armée de Terre ADT      | Armée de Terre ADT |
| -------------------------------- | ----------------------- | ------------------ |
| Num                              | Coureur                 | Pos                |
| 151                              | Bryan Alaphilippe (FRA) | 42e                |
| 152                              | Alexis Bodiot (FRA)     | 7e                 |
| 153                              | David Cherbonnet (FRA)  | AB-1               |
| 154                              | Julien Duval (FRA)      | 30e                |
| 155                              | Jordan Levasseur (FRA)  | 59e                |
| 156                              | Fabien Canal (FRA)      | 5e                 |
| 157                              | Benoît Sinner (FRA)     | AB-3               |
| 158                              |                         |                    |
| Directeur sportif : Jimmy Casper |                         |                    |